# Impressão Régia
L'Impressão Régia o Imprensa Régia ("Stamperia Regia") fu la prima casa editrice in Brasile, fondata con decreto del 13 maggio 1808 nella città di Rio de Janeiro. L'Impressão Régia brasiliana fu una filiale dell'omonima casa editrice di Lisbona, la capitale del Portogallo. L'iniziativa fu assunta in conseguenza del trasferimento della corte portoghese in Brasile e la sua prima pubblicazione fu la Gazeta do Rio de Janeiro (l'organo ufficiale della corte), seguito dal giornale O Patriota, pubblicato fra il 1813 e il 1814. È l'attuale Imprensa Nacional.